# Uma Thurman
Uma Karuna Thurman (født 29. april 1970 i Boston, Massachusetts, USA) er en amerikansk skuespillerinde. Hun har siden 1990'erne spillet med i en række særdeles kendte film, herunder Pulp Fiction og Kill Bill-filmene.

## Liv og karriere
Som datter af en professor i buddhistiske studier har Uma Thurman fået en buddhistisk opdragelse. "Uma" er således navnet på en hinduistisk gud for lys og skønhed. Sammen med familien boede hun i perioder i sin barndom i Indien, og Dalai Lama besøgte nogle gange hjemmet i USA.
Hun havde det svært med jævnaldrende i barndommen med sit specielle navn og sin høje, lidt kantede krop. Hun var ikke god til sport og fik kun middelgode karakterer, men hun fandt sin plads i skolens teateropsætninger, som hun snart viste talent for. Hun forlod high school for at starte på teaterskole, men også denne stoppede hun før tiden.
I stedet startede hun en karriere som model som femten-årig, hvilket hun ikke havde fra fremmede, idet både hendes mor og mormor havde været fotomodeller. I denne branche var hendes lidt specielle ydre faktisk en fordel, så hun fik hurtigt succes med blandt andet forsider på Glamour og Rolling Stone. Med denne succes fik Thurman mulighed for at være med i nogle film, der dog ikke var store successer. Den kom dog med en af hovedrollerne i hendes tredje film, Farlige forbindelser, hvor hun blandt andet spillede sammen med Glenn Close og Michelle Pfeiffer. Filmen gav hende langt mere opmærksomhed, end hun kunne håndtere, og hun rejste til London et års tid for at komme lidt væk fra opmærksomheden.
Uma Thurman kom dog snart tilbage til filmen, og de næste par år var lidt ujævne for hende med kunstneriske successer og kommercielle fiaskoer, men det helt store gennembrud kom dog, da hun fik rollen som gangsterchefens kone, Mia, i Quentin Tarantinos Pulp Fiction. Hendes figur er her modelleret over den figur, danske Anna Karina spiller i Jean-Luc Godards Outsiderbanden fra 1965, idet Tarantino er en stor beundrer af Godard.
Efter rollen i denne kæmpesucces var alle døre åbne for Thurman, der også har fået hovedroller i film med store budgetter, men ofte uden særlig stor succes. I 2003 kom imidlertid det store comeback, da hun fik rollen som snigmorderen "The Bride"/"Black Mamba" i Tarantinos Kill Bill Volume One & Two. Thurman var blevet gravid under optagelserne, og producenten var på nippet til at finde en erstatning, men Tarantino insisterede på, at rollen var skrevet til Thurman, så produktionen blev midlertidigt stoppet. Hendes forberedelse til rollen krævede træning i kampsport og japansk.
I midten af 2000'erne er Thurman en efterspurgt skuespiller, og hun har også genoptaget modelarbejdet med arbejde for blandt andet Lancôme.

## Filmografi
- Nausicaä of the Valley of the Wind (stemme i engelsk version af japansk film, 1984)
- Johnny Walker og damerne (1988)
- Kiss Daddy Goodnight (1988)
- Farlige forbindelser (1988)
- Verdens største løgnhals (1988)
- Where the Heart Is (1990)
- Henry & June (1990)
- Robin Hood (1991)
- Livsfarligt spil (1992)
- Jennifer – det 8. offer? (1992)
- Pigen i midten (1993)
- Even Cowgirls Get the Blues (1993)
- Pulp Fiction (1994)
- A Month by the Lake (1995)
- En hvid løgn (1996)
- Beautiful Girls (1996)
- Gattaca (1997)
- Batman & Robin (1997)
- The Avengers – Hævnere i kjole og hvidt (1998)
- De elendige (1998)
- Dur og mol (1999)
- Vatel (2000)
- Den gyldne skål (2000)
- Tape (2001)
- Chelsea Walls (2001)
- Paycheck (2003)
- Kill Bill: Volume 1 (2003)
- Kill Bill: Volume 2 (2004, også krediteret for manuskript)
- The Producers (2005)
- Kærester (2005)
- Be Cool (2005)
- My Super Ex-Girlfriend (2006)
- Nymphomaniac (2013)
- The House That Jack Built (2018)
- The Brits Are Coming (2018)
- I krig med morfar (2020)

## Priser og hædersbevisninger
Blandt Uma Thurmans hæder kan nævnes:
- 1995: Bedste dansesekvens i MTV Movie Award; Oscar-nominering for bedste kvindelige birolle – begge for Pulp Fiction
- 2004: Bedste kvindelige skuespiller i MTV Movie Award for Kill Bill Volume One
- 2005: Bedste kampscene i MTV Movie Award for Kill Bill Volume Two
- Fall Out Boy har skrevet og indspillet en sang med titlen "Uma Thurman".